# Luciano Astudillo
Luciano Enrique Astudillo, född 28 augusti 1972 i Santiago, Chile, är en svensk politiker (socialdemokrat). Han var ordinarie riksdagsledamot 2006–2010 (även statsrådsersättare 2002–2006 och tjänstgörande ersättare 2010–2011), invald för Malmö kommuns valkrets, och är ledamot av Socialdemokraternas partistyrelse[källa behövs]. Han var partiets integrationspolitisk talesman fram till valet 2010, då han inte blev omvald till riksdagen.

## Biografi
Luciano Astudillo är uppvuxen i stadsdelen Holma i Malmö och gick som 16-åring med i SSU. Han var ordförande för SSU i Malmö 1994-1996 och valdes 1995 in i SSU:s förbundsstyrelse som ansvarig för jämställdhets- och integrationsfrågor. Vid SSU-kongressen 1999 var falangstriderna inom SSU hårda. Astudillo var vänsterfalangens kandidat i valet till posten som förbundsordförande för SSU, men förlorade omröstningen mot högerfalangens Mikael Damberg med röstsiffrorna 124 röster mot 126.
1998–2002 var han ledamot av kommunfullmäktige i Malmö, där han även arbetat tre år som politisk sekreterare.
Under år 2005 var han ordförande för Malmö Anadolu Boll & Idrottsförening (MABI) i stadsdelen Rosengård i Malmö.
År 2008 utsågs Astudillo till årets hackkyckling av tidskriften Tvärdrag med motiveringen: för sin lysande förmåga att förnya sin ideologiska analys i ständig samklang med partiledningen.
Luciano Astudillo har valt att offentliggöra att han som privatperson ger ekonomiskt stöd till Expo.

### Riksdagsledamot
Astudillo kandiderade i riksdagsvalet 2002 och blev ersättare. Han var statsrådsersättare för Lars-Erik Lövdén under perioden 30 september 2002–31 oktober 2004 (med ett kortare uppehåll hösten 2002). Därefter var han statsrådsersättare för Göran Persson från och med 1 november 2004 till mandatperiodens slut.
Astudillo var ordinarie riksdagsledamot 2006–2010. Han kandiderade även i riksdagsvalet 2010 och blev ersättare. Astudillo var tjänstgörande ersättare i riksdagen för Hillevi Larsson under perioden 1 december 2010–30 juni 2011.
I riksdagen var Astudillo ledamot i arbetsmarknadsutskottet en kort period 2002 och åter 2006–2010 (även suppleant under perioden däremellan). Han var även suppleant i konstitutionsutskottet och extra suppleant i civilutskottet.

### Efter riksdagen
2023 arbetar han som stabschef på Kommunalrådsavdelningen i Malmö under Kommunstyrelsens ordförande Katrin Stjernfeldt Jammeh.